# Zayzon Zsolt
Zayzon Zsolt (Gyergyószentmiklós, 1979. augusztus 20. –) magyar színész.

## Életpályája
1979-ben született az erdélyi Gyergyószentmiklóson, gyermekkorát Csíkszeredában töltötte. 1985–1993 között a Nagy István Képzőművészeti Iskola, 1993–1997 között a Márton Áron Gimnázium tanulója volt. 1997–2001 között a Marosvásárhelyi Egyetem színész szakos hallgatója volt, 2003–2005 között az intézmény tanársegédjeként is dolgozott. 2001–2005 között a marosvásárhelyi Tompa Miklós Társulat, 2005–2011 között a Pécsi Nemzeti Színház, 2011–2012 között a szombathelyi Weöres Sándor Színház, 2012–2014 között a Miskolci Nemzeti Színház tagja volt. 2014–2019 között a kecskeméti Katona József Színház színésze volt. 2019-től a Thália Színház tagja.

### Magánélete
Volt felesége Märcz Fruzsina, színésznő. Közös gyermekük: Samu.[1][2]

## Fontosabb színházi szerepei
- William Shakespeare: Othello, a néger mór....Othello
- Shakespeare: Hamlet....1. sírásó
- Shakespeare: III. Richárd....George Clarence hercege
- Shakespeare: IV. Henrik....Westmoreland őrgróf
- Shakespeare: Szentivánéji álom....Lysander
- Shakespeare: Vízkereszt vagy amit akartok....Vitéz Fonnyadi Ábris; Vitéz Nemes Keszeg–Fonnyadi András
- Molière: A képzelt beteg....Cléante Coulommiers
- Molière: Dandin György....Clitandre
- Molière után: A képzelt beteg....Béralde
- Carlo Goldoni: Nyaralás....Leonardo
- Friedrich Schiller: Ármány és szerelem....Wurm
- Pierre-Augustin Caron de Beaumarchais: Figaro házassága....Figaro
- Anton Pavlovics Csehov: Ivanov....Ivanov
- Anton Pavlovics Csehov: Apátlanul (Platonov)....Szergej Pavlovics Vojnyicev
- Henrik Ibsen: Rosmersholm....Johannes Rosmer
- Henrik Ibsen: A nép ellensége....Billing (a 'Néplap' munkatársa)
- Arthur Miller: Pillantás a hídról....Rodolpho
- Arthur Miller: Istenítélet....John Proctor
- Bertolt Brecht: Baal....Johannes Schmid
- Bertolt Breht: Koldusopera....Fűrész Róbert
- Albert Camus: Caligula....Caligula
- Eugene O’Neill: Utazás az éjszakába....Jamie
- Luigi Pirandello: Az ember, az állat és az erény....Az őszinte Paulino
- Ion Luca Caragiale: Az elveszett levél....Catavencu
- Edward Albee: Nem félünk a farkastól....Nick
- David Seidler: A király beszéde....Bertie
- Reginald Rose: Tizenkét dühös ember....5. sz. esküdt
- Georges Feydeau: Kézről kézre....Hubertin
- Georges Feydeau: A tartalék tartalékos....Szénpataky
- Alfred Jarry: Übü....Poszomány kapitány
- Michael Frayn: Függöny fel!....Lloyd Dallas
- Michael Frayn: Veszett fejsze....Zajzi
- Federico García Lorca: Vérnász....Leonardo
- Joshua Sobol – Miklós Tibor – Jávori Ferenc: Gettó....Gens
- Neil Simon: Pletykák....Glenn
- Marc Camoletti: Boeing, Boeing....Bernard
- Ray Cooney – Tony Hilton: Egy ráadás....Billy
- Pierre Carlet de Chamblain de Marivaux: Két nő között....Arlequin
- Woody Allen: Játszd újra, Sam!....Humphrey Bogart
- Agatha Christie – Ken Ludwig: Gyilkosság az Orient Expresszen....Michel, utaskísérő
- Yasmina Reza: Művészet....szereplő
- Urs Widmer: Top Dogs....Deér
- Janusz Glowacki: Negyedik nővér....Misa
- Simon Beaufoy: Alul semmi....Lompos
- Patrick Marber: Közelebb....Larry
- Henry Lewis – Jonathan Sayer – Henry Shields: Komédia egy bankrablásról....Ben Deponte
- Joe Orton: Szajré....Truscott
- Roland Schimmelpfennig: Az arab éjszaka....Peter Karpati
- Ulrich Hub: Nyolckor a bárkán....Egyes pingvin
- Bolero Vers–Tánc–Színház....szereplő
- Gaal József – Darvas Ferenc – Bognár Róbert – Várady Szabolcs: A peleskei nótárius....Néző, Baczur Gazsi
- Füst Milán: Boldogtalanok....Húber Vilmos
- Kosztolányi Dezső: Édes Anna....Elekes Józsi
- Molnár Ferenc: Az ördög....János
- Szomory Dezső: Györgyike, drága gyermek....Tersánszky László
- Móricz Zsigmond: Úri muri....Szakhmáry Zoltán
- Móricz Zsigmond: Rokonok....Kopjáss István
- Móricz Zsigmond: Erdély – Tündérkert....Bethlen Gábor
- Bereményi Géza: Az arany ára....Tibor
- Háy János: A Senák....Rák Jani
- Réczei Tamás: Mengele törpéi....Dr. Mengele
- Pintér Béla – Darvas Benedek: Parasztopera....Állomásfőnök; Az idegen
- Szőcs Artur – Deres Péter: Mi és Miskolc, avagy 272307 lépés a város felé....szereplő
- Lőrinczy Attila: Könnyű préda....Krisztián
- Mohácsi István: Francia rúdugrás....Roskovics Ákos
- Hatházi András: A dilis Resner....Rázmány Ferkó
- Kodály Zoltán: Háry János....Diák, Székely katona
- Szirmai Albert – Bakonyi Károly – Gábor Andor: Mágnás Miska....Récsey Pixi gróf
- Martos Ferenc – Huszka Jenő: Lili bárónő....Józsi
- Eisemann Mihály – Egri-Halász Imre – Békeffi István: Egy csók és más semmi....Sándor
- Kocsis L. Mihály – Cseke Péter: Újvilág Passió....János
- Alan Alexander Milne: Micimackó....szereplő

## Rendezései
- Martin McDonagh: A koponya (A Skull in Connemara) Thália Színház

## Filmes és televíziós szerepei
- Rossz Versek (2018) ...Krisztián
- Akik maradtak (2019) ...Klára apja
- Drága örökösök (2019) ...Lóránt
- Vércsék (2020) ...Feribá', az edző
- Elk*rtuk (2021) ...Szilárd
- Ecc-Pecc (2021) ...színész
- A helység kalapácsa (2023) ...mesélő
- Ki vagy te (2023) ...orvos
- Tündérkert – Kísértések kora (2023) ...Thurzó György nádor
- Futni mentem (2024) ...mentős

## Díjai és kitüntetései
- Hunyadi László-díj (2003)
- Pécsi Nemzeti Színház Nívódíj (2007)
- Pécsi Nemzeti Színház Közönségdíj (2009)
- Szendrő József-díj (2009)
- Pethes–Agárdi-díj (2011)
- Legjobb férfi epizodista (Kecskemét, 2016/2017)
- Legjobb színész (Kecskemét, 2018/2019)